# Ellendale (Delaware)
Ellendale – miasto w Stanach Zjednoczonych, w stanie Delaware, w hrabstwie Sussex.